# (8202) Gooley
(8202) Gooley (1994 CX2) – planetoida z pasa głównego asteroid okrążająca Słońce w ciągu 4,98 lat w średniej odległości 2,91 au. Odkryta 11 lutego 1994 roku.